# خوان مانوئل پریلو
خوان مانوئل پریلو (انگلیسی: Juan Manuel Perillo؛ زادهٔ ۹ آوریل ۱۹۸۵) بازیکن فوتبال اهل آرژانتین است.
از باشگاه‌هایی که در آن بازی کرده‌است می‌توان به باشگاه فوتبال بوکا جونیورز اشاره کرد.